# 幡中町
幡中町（はたなかちょう）は、愛知県瀬戸市菱野連区の町名。丁番を持たない単独町名である。

## 地理
瀬戸市の南西部に位置する。西を南菱野町、北を羽根町・新田町・弁天町、東を台六町、南を南ケ丘町と隣接している。

### 河川
- 弁天川（矢田川支流） ： 町の東端、台六町との町境付近を北流している。

### 池沼
- 弁天池 ： 町の北東部にある。

### 学区
市立小・中学校に通う場合、学区は以下の通りとなる。また、公立高等学校普通科に通う場合の学区は以下の通りとなる。
| 番・番地等 | 小学校               | 中学校             | 高等学校 |
| ---------- | -------------------- | ------------------ | -------- |
| 全域       | 瀬戸市立幡山西小学校 | 瀬戸市立幡山中学校 | 尾張学区 |

## 歴史

### 町名の由来
この地に瀬戸市立幡山中学校があるところから幡中町と名付けられた。

### 沿革
- 1979年（昭和54年）12月1日 - 瀬戸市大字菱野字羽根島・諸砂・新田・前田洞・南山・大洞・大草洞の各一部により、同市幡中町として成立[2]。

## 世帯数と人口
2024年（令和6年）2月1日現在の世帯数と人口は以下の通りである。
| 町丁   | 世帯数 | 人口 |
| ------ | ------ | ---- |
| 幡中町 | 9世帯  | 22人 |

### 人口の変遷
国勢調査による人口の推移
| 1995年（平成7年）  | 28人 | [ 12 ] |  |
| 2000年（平成12年） | 41人 | [ 13 ] |  |
| 2005年（平成17年） | 34人 | [ 14 ] |  |
| 2010年（平成22年） | 30人 | [ 15 ] |  |
| 2015年（平成27年） | 24人 | [ 16 ] |  |
| 2020年（令和2年）  | 23人 | [ 17 ] |  |

### 世帯数の変遷
国勢調査による世帯数の推移。
| 1995年（平成7年）  | 6世帯  | [ 12 ] |  |
| 2000年（平成12年） | 10世帯 | [ 13 ] |  |
| 2005年（平成17年） | 9世帯  | [ 14 ] |  |
| 2010年（平成22年） | 9世帯  | [ 15 ] |  |
| 2015年（平成27年） | 8世帯  | [ 16 ] |  |
| 2020年（令和2年）  | 9世帯  | [ 17 ] |  |

## 交通

### 鉄道
町内に鉄道は走っていない。最寄り駅は愛知環状鉄道・愛知環状鉄道線瀬戸口駅になる。

### バス
瀬戸市コミュニティバス「本地線」
- 陶生病院 - 瀬戸口駅 - 愛知医大 系統が走っているが、町内にバス停はない。最寄りのバス停は、新田町バス停・西脇町バス停になる。

### 道路
町内に国道・県道は通っていない。

## 施設
- 瀬戸市立幡山中学校[8] ： 1947年（昭和22年）に愛知郡幡山村立幡山中学校として開校し、1955年（昭和30年）に幡山村が瀬戸市と合併したことで、現校名に改称する[18]。2022年（令和4年）5月1日現在の児童数は534人、教員数は38人[19]。町の北東部にある弁天池の一部を埋め立てて建てられた[8]。
- 瀬戸市デジタルリサーチパークセンター ： 瀬戸デジタルタワーのふもとにある施設で、無料で使用できるPCコーナーや各種PC講座を開催[20]。2003年（平成15年）5月開館[21]。

- 瀬戸市デジタルリサーチパークセンター

## その他

### 日本郵便
- 郵便番号 : 489-0946[6]（集配局：瀬戸郵便局[22]）。